# Niki Kerameos

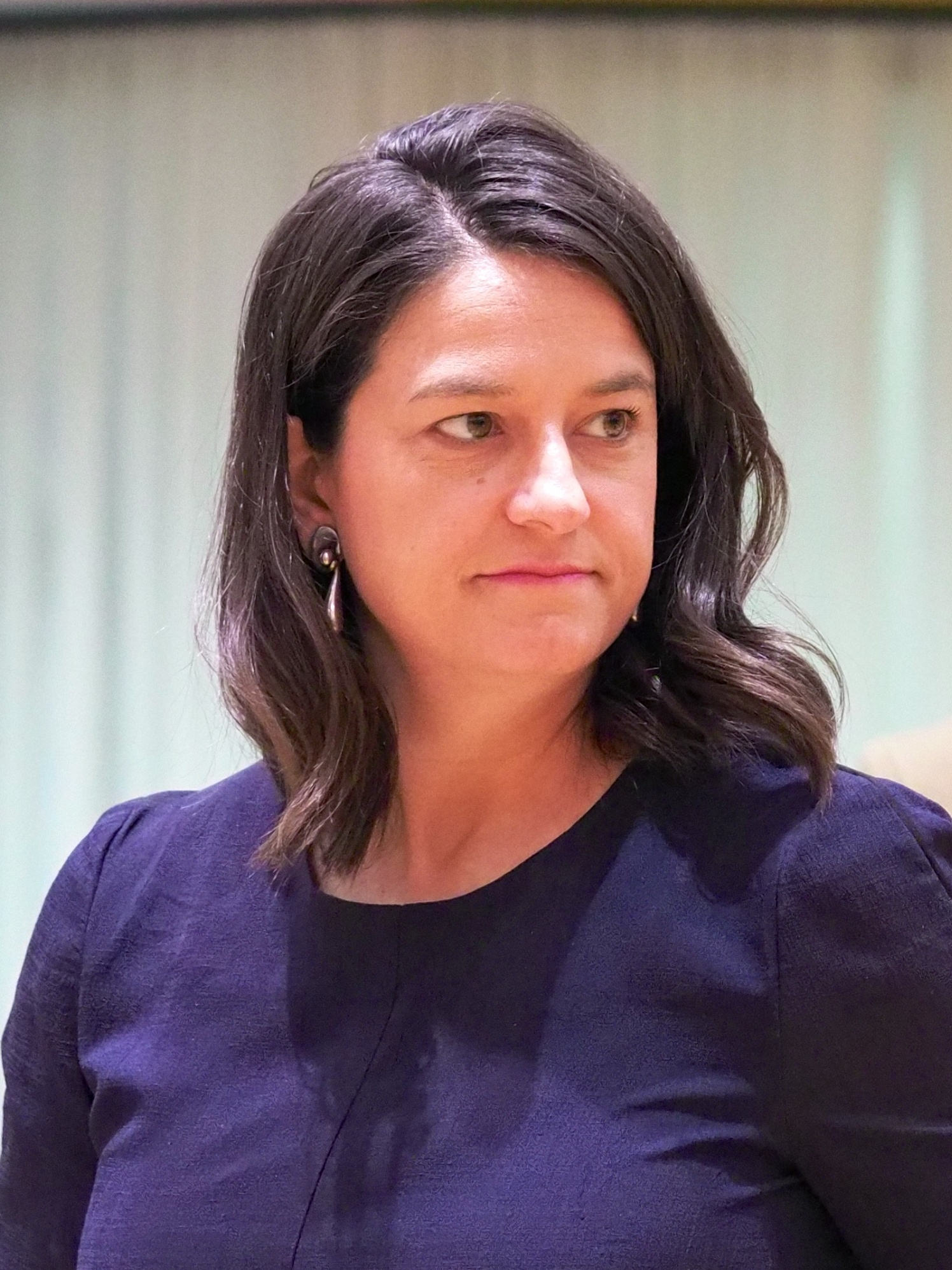
Niki Kerameos 2019

Niki Kerameos (griechisch Νίκη Κεραμέως, * 18. Juli 1980 in Thessaloniki) ist eine griechische Politikerin. Sie war Ministerin für Erziehung und Religionen im ersten Kabinett Mitsotakis (2019–2023) sowe Innenministerin (2023–2024) und Arbeitsministerin (seit Juni 2024) im zweiten Kabinett Mitsotakis.

## Leben
Niki Kerameos ist die Tochter der Juristin Marilena Sarri-Kerameos und des Juraprofessors Konstantinos Keramefs (Κωνσταντίνος Κεραμεύς) (1937–2021), der an der Nationalen und Kapodistrias-Universität Athen lehrte. Kerameos erhielt ihre Schulbildung am privaten Athens College, das sie als Jahresbeste abschloss.
Anschließend studierte Kerameos Jura an der Harvard Law School. Sie nahm an der Universität Panthéon-Assas in Paris an einem Postgraduiertenprogramm teil, bei dem sie unter anderem als Assistentin Jurastudierende im ersten Semester unterrichtete. Nach ihrem Aufbaustudium in den USA war sie als Prozessanwältin beim Rechtsanwaltbüro Cravath, Swaine & Moore LLP in New York beschäftigt.
Seit 2007 ist sie Partnerin im Rechtsanwaltsbüro Kerameos & Partner mit Sitz in Athen. Niki Kerameos ist Mitglied der Anwaltskammer Athens und New Yorks, sie spricht außer ihrer Muttersprache noch Englisch und Französisch, außerdem verfügt sie über Grundkenntnisse der deutschen Sprache.
Schon vor ihrer politischen Karriere gründete und leitete sie den gemeinnützigen Verein Desmos, der Firmen, Stiftungen und auch Einzelpersonen bei dem Prozess unterstützt, für gute Zwecke Geld zu spenden und diese Spenden mit den Bedürfnissen der griechischen Gesellschaft in Einklang zu bringen.
Kerameos ist mit dem Rechtsanwalt Dimitris Loukas verheiratet und hat zwei Kinder.

## Politische Karriere
Im Januar 2015 kandidierte Kerameos für die konservative Partei Nea Dimokratia und wurde ins Griechische Parlament gewählt. Bei den nächsten Wahlen im September 2015 konnte sie ihren Sitz behaupten. Während dieser Legislaturperiode arbeitete sie im Ständigen Ausschuss für das Strafvollzugssystem und andere Arten der Haft sowie im Ständigen Ausschuss für öffentliche Verwaltung, öffentliche Ordnung und Justiz mit.
Nachdem sie bei den Wahlen 2019 im Wahlbezirk Nord-Athen wiedergewählt worden war, ernannte Regierungschef Mitsotakis sie am 9. Juli 2019 zur Ministerin für Erziehung und Religionen. Sie ist eine der zwei Frauen im Kabinett Mitsotakis. Neben ihrem Ministeramt arbeitet sie in verschiedenen Ausschüssen mit. Sie führte zahlreiche Reformen im Bildungssystem durch. Ziel der Reformen war eine Modernisierung des Schulsystems und der Universitäten.
Unter ihrer Ägide entwickelte sich die Digitalisierung des Unterrichts an griechischen Schulen und Universitäten weiter, die durch die COVID-19-Pandemie und die Phasen des Lockdowns nötig wurden. Auf dem Global Education Meeting der UNESCO betonte sie 2021, dass ein besonderes Ziel sei sicherzustellen, dass alle Lernenden gleich gute Zugangschancen zum Distanzlernen haben.
Bei den Parlamentswahlen vom 21. Mai 2023 wurde Kerameos in ihrem Wahlkreis Nord-Athen wiedergewählt. Sie war unter den Kandidatinnen aller Parteien diejenige, die griechenlandweit mit 57.729 die meisten Stimmen erhielt. Als einzige Frau kam sie hinter Nikos Dendias und Kostis Hatzidakis in die Gruppe der fünf Parlamentarier mit den meisten Stimmen.
Kerameos wurde nach dem Wahlsieg der Nea Dimokratia vom 25. Juni 2023 im zweiten Kabinett von Kyriakos Mitsotakis zur Innenministerin ernannt. Im Zuge einer Kabinettsumbildung wechselte sie am 15. Juni 2024 das Ressort und wurde Arbeitsministerin.